# Guy Banister
Guy Banister fou un investigador privat i agent del FBI, presumptament implicat en l'assassinat del 35é president dels Estats Units d'Amèrica John F. Kennedy.
Banister era membre dels Minutemen, el Comitè d'Activitats Antiamericanes i la John Birch Society. Estava implicat en grups anticastristes i va utilitzar a Lee Harvey Oswald per infiltrar-se en entorns que donaven suport a Fidel Castro. Oswald fou detingut en un incident el dia 9 d'agost de 1963 a Nova Orleans quan repartia pamflets procastristes. Els fulls que repartia duien impresa l'adreça de l'oficina de Banister, el 544 de Camp Street. Delphine Roberts, secretaria de Banister, va declarar que Oswald visitava molt sovint la seva oficina per aquella època.
Banister era soci de David Ferrie, un altre dels presumptes implicats en la suposada conspiració per matar el president.